# Ney (Franciaország)
Ney település Franciaországban, Jura megyében. Lakosainak száma 597 fő (2022. január 1.). Ney Champagnole, Cize, Loulle, Monnet-la-Ville és Mont-sur-Monnet községekkel határos.

## Népesség
A település népességének változása:
| Lakosok száma | 459  | 541  | 541  | 595  | 563  | 563  | 574  | 589  | 595  | 597  |
|               | 1968 | 1982 | 1990 | 2006 | 2013 | 2015 | 2017 | 2019 | 2020 | 2022 |